# Karatsjaj-Balkaars
Het Karatsjaj-Balkaars (къарачай-малкъар тил, qaracay-malqar til) is een Turkse taal, die gesproken wordt in de Russische deelrepublieken Kabardië-Balkarië en Karatsjaj-Tsjerkessië.

## Verspreiding
Het Karatsjaj-Balkaars wordt gesproken in de Russische deelrepublieken Kabardië-Balkarië en Karatsjaj-Tsjerkessië in de Noordelijke Kaukasus. Vanaf 1944 werden de Karatsjajers en de Balkaren gedeporteerd naar Centraal-Azië. Vanaf 1957 konden ze weer terugkeren naar hun oorspronkelijke woongebied. Vandaag heeft het Karatsjaj-Balkaars ongeveer 305.000 sprekers. Bij de laatste officiële volkstelling van de Sovjet-Unie (1989) waren er 151.000 Karatsjajers en 79.702 Balkaren die aangaven de taal te spreken.

## Klankleer
|             |             | labiaal | alveolaar | palataal | velaar | uvulaar | glottaal |
| ----------- | ----------- | ------- | --------- | -------- | ------ | ------- | -------- |
| nasaal      | nasaal      | m       | n         |          | ŋ      |         |          |
| plosief     | steml.      | p       | t         |          | k      | (q)     |          |
| plosief     | stemh.      | b       | d         |          | ɡ      | (ɢ)     |          |
| affricaat   | steml.      |         | t͡s        | t͡ʃ       |        |         |          |
| affricaat   | stemh.      |         |           | d͡ʒ       |        |         |          |
| fricatief   | steml.      | f       | s         | ʃ        | x      |         | h        |
| fricatief   | stemh.      |         | z         |          | (ɣ)    |         |          |
| vibrant     | vibrant     |         | r         |          |        |         |          |
| approximant | approximant | w       | l         | j        |        |         |          |

|        | voor     | voor   | achter   | achter |
|        | ongerond | gerond | ongerond | gerond |
| ------ | -------- | ------ | -------- | ------ |
| open   | i        | y      | ɯ        | u      |
| midden | e        | ø      |          | o      |
| open   |          |        | ɑ        |        |

## Schrift
Sinds 1938 wordt het Karatsjaj-Balkaars geschreven in het Cyrillisch, ter vervanging van het Latijnse alfabet dat sinds 1924 in gebruik was. Daarvoor werd het Arabisch alfabet gebruikt.
| А а | Б б | В в   | Г г | Гъ гъ | Д д | Дж дж | Е е |
| Ё ё | Ж ж | З з   | И и | Й й   | К к | Къ къ | Л л |
| М м | Н н | Нг нг | О о | П п   | Р р | С с   | Т т |
| У у | Ф ф | Х х   | Ц ц | Ч ч   | Ш ш | Щ щ   | ъ   |
| Ы ы | ь   | Э э   | Ю ю | Я я   |     |       |     |

| A a | B в | C c | Ç ç | D d | E e | F f | G g |
| Ƣ ƣ | I i | J j | K k | Q q | L l | M m | N n |
| Ꞑ ꞑ | O o | Ө ө | P p | R r | S s | Ş ş | T t |
| Ь ь | U u | V v | У y | X x | Z z | Ƶ ƶ |     |

## Tekstvoorbeeld
De onderstaande tekst is een uittreksel uit de Universele Verklaring van de Rechten van de Mens in het Karatsjaj-Balkaars.
| Nederlands | Karatsjaj-Balkaars | Romanisatie |
| --- | --- | --- |
| Alle mensen worden vrij en gelijk in waardigheid en rechten geboren. Zij zijn begiftigd met verstand en geweten, en behoren zich jegens elkander in een geest van broederschap te gedragen. | Бютеу адамла эркин болуб эмда сыйлары бла хакълары тенг болуб тууадыла. Алагъа акъыл бла намыс берилгенди эмда бир-бирлерине къарнашлыкъ халда къараргъа керекдиле. | Butey adamla erkin вolyв emda sьjlarь вla xaqlarь teꞑ вolyв tyyadьla alaƣa aqьl вla namьs вerilgendi emda вir-вirlerine qarnaşlьq xalda qararƣa kerekdile. |